# Yu-Gi-Oh! GX Tag Force 2
Yu-Gi-Oh! GX Tag Force 2, conhecido no Japão como 'Yu-Gi-Oh! Duel Monsters GX Tag Force 2 (遊☆戯☆王デュエルモンスターズGX タッグフォース2)  , é um jogo baseado na série de animação Yu-Gi-Oh!, desenvolvido pela Konami e lançado para PlayStation Portable em setembro de 2007. Este é o segundo jogo da série Yu-Gi-Oh Tag Force.

## Jogabilidade
Logo no início do jogo, após criar um perfil, o jogador escolherá um duelista para ser seu parceiro. O jogador deve construir um baralho entre 40 e 60 cartas. O jogo inclui mais de 2800 cartas.
O jogador tem a opção de duelar sozinho, tag (com o seu parceiro) ou apenas assistir o duelo de seu parceiro.

### Modo Tag
É um modo especial de duelo em que duas pessoas lutam em pares. As regras básicas são as mesmas para duelos individuais, a diferença é que ambos os jogadores compartilham seus pontos de vida, campo e cemitério. Não é possível formar duelos tag no modo online.

### Reconhecimento UMD
É um recurso utilizado para desbloquear cartas raras utilizando outros jogos da série. Novas cartas podem ser obtidas dependendo do título do jogo utilizado no reconhecimento UMD. Além disso, esse recurso permite desbloquear três cartas especiais: "Slifer, o Dragão Celeste", "Obelisco, o Atormentador" e "O Dragão Alado de Rá".

## Recepção
No geral, o jogo recebeu críticas mistas. No Metacritic, atingiu pontuação média de 60, com base em 7 avaliações. Sam Bishop, do IGN, critica a falta de suporte multiplayer online e também a complexidade do jogo para iniciantes. A dificuldade do jogo para iniciantes também é citada por Jeff Gedgaud, de Game Chronicles ao escrever: "Yu-Gi-Oh! GX Tag Force 2 é um jogo para o jogador experiente de Yu-Gi-Oh! E não para os fracos de coração."
Em uma análise positiva, Salehuddin Husin, da GameAxis, elogia a inclusão de algumas melhorias, em relação ao primeiro jogo da série, mais animações e gráficos mais chamativos, avaliados em 7,5.